# قرية لوفيل (نيويورك)
قرية لوفيل (بالإنجليزية: Lowville (village), New York)‏ هي معلم جغرافي تقع في الولايات المتحدة في مقاطعة لويس، نيويورك. يقدر عدد سكانها بـ 3,470 نسمة ومساحتها 4.9 كم2 وترتفع عن سطح البحر 269 متر.

## التركيبة السكانية
حدّد مكتب تعداد الولايات المتحدة بيانات التركيبة السكانية لقرية لوفيل في تعداد الولايات المتحدة. في ما يلي، التركيبة السكانية حسب تعدادي 2000 و2010.

### تعداد عام 2000
بلغ عدد سكان قرية لوفيل 3,476 نسمة بحسب تعداد عام 2000، وبلغ عدد الأسر 1,403 أسرة وعدد العائلات 883 عائلة مقيمة في القرية. في حين سجلت الكثافة السكانية 702.2 نسمة لكل كيلومتر مربع (1,818.7/ميل2). وبلغ عدد الوحدات السكنية 1,588 وحدة بمتوسط كثافة قدره 320.8 لكل كيلومتر مربع (830.9/ميل2).
وتوزع التركيب العرقي للقرية بنسبة 96.66% من البيض و0.75% من الأمريكيين الأفارقة و0.40% من الأمريكيين الأصليين و0.83% من الأمريكيين ذوي الأصول الآسيوية و0.75% من الأعراق الأخرى و0.60% من عرقين مختلطين أو أكثر و1.01% من الهسبانيون أو اللاتينيون من أي عرق.
بلغ عدد الأسر 1,403 أسرة كانت نسبة 34.4% منها لديها أطفال تحت سن الثامنة عشر تعيش معهم، وبلغت نسبة الأزواج القاطنين مع بعضهم البعض 48.5% من أصل المجموع الكلي للأسر، ونسبة 11.1% من الأسر كان لديها معيلات من الإناث دون وجود شريك، بينما كانت نسبة 3.3% من الأسر لديها معيلون من الذكور دون وجود شريكة وكانت نسبة 37.1% من غير العائلات. تألفت نسبة 33.5% من أصل جميع الأسر من عدة أفراد يعيشون في نفس المنزل ونسبة 18.1% كانت تتألف من شخص يعيش بمفرده يبلغ من العمر 65 عاماً أو أكثر. وبلغ متوسط حجم الأسرة المعيشية 2.34، أما متوسط حجم العائلات فبلغ 2.99.
بلغ العمر الوسطي للسكان 39.6 عاماً. وكانت نسبة 25.7% من القاطنين تحت سن الثامنة عشر، وكانت نسبة 6.3% بين الثامنة عشر والرابعة والعشرين عاماً، ونسبة 25.1% كانت واقعةً في الفئة العمرية ما بين الخامسة والعشرين والرابعة والأربعين عاماً، ونسبة 20.1% كانت ما بين الخامسة والأربعين والرابعة والستين، ونسبة 17.1% كانت ضمن فئة الخامسة والستين عاماً فما فوق. يوجد لكل 100 أنثى 83.7 ذكر، ويوجد لكل 100 أنثى في الثامنة عشر من عمرها فما فوق 78.7 ذكر.
بلغ متوسط دخل الأسرة في القرية 32,841 دولارًا، أما متوسط دخل العائلة فبلغ 42,399 دولارًا. وكان متوسط دخل الذكور 31,831 دولارًا مقابل 21,422 دولارًا للإناث. وسجل دخل الفرد الخاص بالقرية 17,172 دولارًا. وكانت نسبة 13.9% من العائلات ونسبة 14.9% من السكان تحت خط الفقر، وكان من هؤلاء نسبة 18.5% تحت سن الثامنة عشر ونسبة 17.8% في الخامسة والستين من العمر وما فوق.

### تعداد عام 2010
بلغ عدد سكان قرية لوفيل 3,470 نسمة بحسب تعداد عام 2010، وبلغ عدد الأسر 1,485 أسرة وعدد العائلات 905 عائلة مقيمة في القرية. في حين سجلت الكثافة السكانية 701 نسمة لكل كيلومتر مربع (1,815.6/ميل2). وبلغ عدد الوحدات السكنية 1,613 وحدة بمتوسط كثافة قدره 325.9 لكل كيلومتر مربع (844.1/ميل2).
وتوزع التركيب العرقي للقرية بنسبة 96.48% من البيض و1.35% من الأمريكيين الأفارقة و0.26% من الأمريكيين الأصليين و0.46% من الأمريكيين ذوي الأصول الآسيوية و0.17% من سكان جزر المحيط الهادئ و0.46% من الأعراق الأخرى و0.81% من عرقين مختلطين أو أكثر و1.67% من الهسبانيون أو اللاتينيون من أي عرق.
بلغ عدد الأسر 1,485 أسرة كانت نسبة 29.9% منها لديها أطفال تحت سن الثامنة عشر تعيش معهم، وبلغت نسبة الأزواج القاطنين مع بعضهم البعض 45.1% من أصل المجموع الكلي للأسر، ونسبة 12.1% من الأسر كان لديها معيلات من الإناث دون وجود شريك، بينما كانت نسبة 3.8% من الأسر لديها معيلون من الذكور دون وجود شريكة وكانت نسبة 39.1% من غير العائلات. تألفت نسبة 33.9% من أصل جميع الأسر من عدة أفراد يعيشون في نفس المنزل ونسبة 16.2% كانت تتألف من شخص يعيش بمفرده يبلغ من العمر 65 عاماً أو أكثر. وبلغ متوسط حجم الأسرة المعيشية 2.30، أما متوسط حجم العائلات فبلغ 2.94.
بلغ العمر الوسطي للسكان 39.7 عاماً. وكانت نسبة 24.8% من القاطنين تحت سن الثامنة عشر، وكانت نسبة 8% بين الثامنة عشر والرابعة والعشرين عاماً، ونسبة 23.7% كانت واقعةً في الفئة العمرية ما بين الخامسة والعشرين والرابعة والأربعين عاماً، ونسبة 26.1% كانت ما بين الخامسة والأربعين والرابعة والستين، ونسبة 17.4% كانت ضمن فئة الخامسة والستين عاماً فما فوق. وتوزع التركيب الجنسي للسكان بنسبة 47.4% ذكور و52.6% إناث.

## أعلام
- تشارلز ميلفيل ديوي
- ويليام كولينز